# San Giorgio a Liri
San Giorgio a Liri je italská obec v provincii Frosinone v oblasti Lazio.
K 31. prosinci 2011 zde žilo 3 198 obyvatel.

## Historie
Obec byla během druhé světové války vlivem bombardování americkými a britskými vojsky téměř zcela zničena.

## Sousední obce
Castelnuovo Parano, Esperia, Pignataro Interamna, Sant'Apollinare, Vallemaio